# Ben Sombogaart
Ben Sombogaart (Amsterdam, 8 agosto 1947) è un regista e sceneggiatore olandese.
Nel 2004 il suo film Twin Sisters è stato candidato all'Oscar al miglior film straniero.

## Filmografia parziale
- De Jongen Die niet meer Praatte (1996)
- Twin Sisters (De tweeling) (2002)
- Pluk van de Petteflet (2004)
- Dolf e la crociata dei bambini (Kruistocht in spijkerbroek) (2006)
- Bride Flight (2008)
- De Storm (2009)
- Isabelle (2011)
- Koning van Katoren (2012)
- Knielen op een bed violen (2016)
- Rafaël (2018)
- Anna Frank, la mia migliore amica (Mijn beste vriendin Anne Frank) (2021)